# XVII koncert fortepianowy (KV 453)
XVII koncert fortepianowy G-dur (KV 453) – koncert na fortepian i orkiestrę skomponowany przez Wolfganga Amadeusa Mozarta w kwietniu 1784 dla Barbary Ployer, która wykonała utwór 10 czerwca 1784 w swoim domu rodzinnym w Döbling.

## Budowa
Utwór składa się z trzech części:
1. Allegro – z tematem głównym o spokojnym charakterze oraz tematem pobocznym w tonacji D-dur[1]
2. Andante – w tonacji C-dur, następnie w g-moll[1]
3. Allegretto – w formie wariacji o pogodnym, tanecznym charakterze[2]

Czas trwania utworu wynosi ok. 28 minut.